# Rotfingersvamp
Rotfingersvamp (Ramaria magnipes) är en svampart som beskrevs av Marr & D.E. Stuntz 1974. Enligt Catalogue of Life ingår Rotfingersvamp i släktet Ramaria,  och familjen Gomphaceae, men enligt Dyntaxa är tillhörigheten istället släktet Ramaria,  och familjen Ramariaceae. Arten är reproducerande i Sverige. Inga underarter finns listade i Catalogue of Life.